# مذبحة تل 303
مذبحة تل 303 كانت جريمة حرب وقعت خلال الأيام الأولى للحرب الكورية في 17 أغسطس 1950، على تل فوق ويجاوان، كوريا الجنوبية. قُتل واحد وأربعون أسير حرب من جيش الولايات المتحدة على أيدي قوات الجيش الشعبي لكوريا الشمالية (NKPA) خلال واحدة من الاشتباكات العديدة الأصغر في معركة محيط بوسان.